# Глогино
Гло̀гино е село в Южна България, община Баните, област Смолян.

## География
| Население по години | Население по години |
| ------------------- | ------------------- |
| 1934 г.             | 420 души            |
| 1946 г.             | 481 души            |
| 1956 г.             | 553 души            |
| 1975 г.             | 334 души            |
| 1985 г.             | 255 души            |
| 1994 г.             | 179 души            |
| 2003 г.             | 115 души            |
| 2014 г.             | 85 души             |
| 2018 г.             | 67 души             |

Село Глогино се намира в Западните Родопи, на около 3 km запад-югозападно от село Загражден. Разположено е на югоизточния склон на разклонение на Преспанския рид.
Надморската височина при Творческия дом (Почивната станция) на БАН в селото е около 1160 m.

## История
Селото – тогава с име Дюле дере, Догла – е в България от 1912 г. Преименувано е на Глогино с министерска заповед № 2820, обнародвана на 14 август 1934 г., а през 1966 г. – на Глогино с указ № 960, обнародван на 4 януари 1966 г. 
Към 31 декември 1934 г.  към село Глогино спада махала Кирково.

## Религии
В село Глогино се изповядва ислям.

## Обществени институции
Село Глогино е било център на кметство Глогино от 1995 до 2000 г. 
Молитвеният дом в село Глогино е джамия. 

## Културни и природни забележителности
На около 4 – 5 км на запад от селото е връх Свобода .